# Ruth Hampton
Pour les articles homonymes, voir Hampton et Ruth Hampton (actrice du cinéma muet).
Ruth Hampton (née le 25 avril 1931 en Pennsylvanie, morte le 25 août 2005 à Merriam, Kansas), est une danseuse et actrice américaine.

## Biographie
Ruth Hampton grandit dans le New Jersey, devient une danseuse, se produit dans le ballet de Philadelphie et de New York, et est remarquée en tant que reine de beauté. Elle est couronnée miss New Jersey en 1952.
Par la suite elle va à Hollywood et se lance dans le cinéma, et apparait en particulier dans Law and Order (Quand la poudre parle) en 1953 aux côtés de Ronald Reagan et Dorothy Malone.
Elle se retire en 1999 dans le Kansas, où elle meurt en 2005 à l'âge de 74 ans.

## Filmographie
- 1953 : Quand la poudre parle (Law and Order) : Maria Durling
- 1953 : La Séductrice aux cheveux rouges (Take Me to Town) (danseuse - non créditée)
- 1953 : Deux Nigauds chez Vénus
- 1953 : Le Gentilhomme de la Louisiane
- 1954 : Ricochet Romance
- 1954 : Les Bolides de l'enfer (Miss Border to Border)